# Auguste Vacquerie
Auguste Vacquerie  (Villequier, 19 de noviembre de 1819 - París 19 de febrero de 1895) fue un poeta, dramaturgo y periodista francés. Gran aficionado a la fotografía, fue uno de sus precursores en Francia.

## Biografía
Después de estudiar en el liceo de Rouen, el padre de Auguste Vacquerie, un armador de Le Havre, lo envió a París para completar sus estudios Lycée Charlemagne, donde fue compañero de clase de Paul Meurice. Debido a que se encuentra cerca de la plaza de los Vosgos, en la que residía el poeta Víctor Hugo, al que admira con vehemencia, Vacquerie se instala en la pensión Favart. Un día, se envalentonó y mostró a Hugo una epístola en verso en la que confesaba sus ambiciones literarias. Hugo le dijo que estaba esperando su visita y luego lo invitó, con Paul Meurice, a cenar todas las semanas en su casa. A partir de allí fecha sus lazos cercanos con el poeta, que dio a conocer el nombre de Vacquerie.
El padre de Vacquerie puso su propiedad de Villequier a disposición de Hugo. Allí fue donde su hermano, Charles Vacquerie, conoció a Leopoldine, la hija del poeta, de la que se convirtió en marido en la primavera de 1843. El joven matrimonio tuvo mala suerte. Un trágico accidente segó la vida de Charles y Leopoldine en el hundimiento de un barco cerca de Villequier el 4 de septiembre de 1843. El accidente fortaleció el apego de Vacquerie la familia Hugo. Durante la Comuna, en 1871, escribió editoriales en el periódico Le Rappel en las que expresó su admiración por los comuneros mientras predicaba la conciliación con Versalles.
Vacquerie murió en París en 1895. Su tumba está en el cementerio de Villequier, cerca de la de su hermano Charles y Leopoldine.

## Obras
Poeta romántico, Vacquerie es autor de varias colecciones poéticas y algunos dramas. Colaboró en agosto de 1848 con el periódico l’Événement, fundado por los hijos de Víctor Hugo y Paul Meurice, y fue encarcelado por unos días en 1851, cuando el periódico fue prohibido. Sin embargo, siguió una doble carrera, periodística y literaria, visitando frecuentemente a la familia de Hugo durante los años del exilio. En compañía de François-Victor y Charles, a menudo bajo la dirección del maestro, hizo retratos fotográficos de Hugo y de su séquito en la isla de Jersey. Editor de Hugo, junto con Paul Meurice, se hizo cargo de las ediciones póstumas del poeta. También publicó Crumbs of History, una historia de su estancia en Jersey, en donde acompañó a Hugo en 1852.
Gustave Flaubert habla de él con un tono a la vez desdeñoso y benevolente: 

"Solo tengo en cuenta sus intenciones. Por eso me valoro a mí mismo, pues el mío es alto y noble. Y por eso defendí al pobre Vacquerie. Si él no tiene más talento, ¿es su culpa? Guardo todo mi odio y todo mi desdén por la gente que hace cosas buenas y exitosas, y prefiero a un jorobado, a un enano e incluso a un idiota o a un criado a todo un Moisés. No se le da a todos ser ridículos. ¿Estáis seguros de que en veinticinco años la Camaraderie, o la Calomnie [dos obras de Eugène Scribe], serán más admiradas que los Funérailles de l’honneur ? Hablemos de otra cosa, pues el asunto no es divertido."
Gustave Flaubert.

## Galería

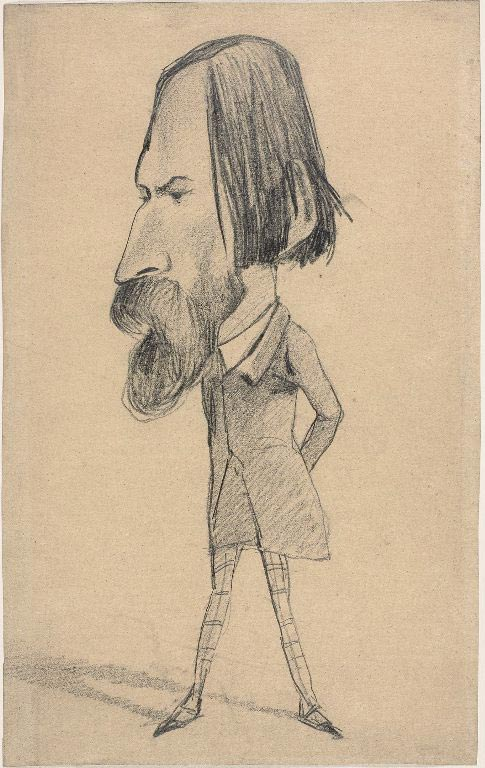
Vacquerie retratado por Claude Monet (c. 1854).
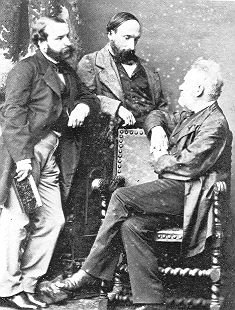
François-Victor Hugo, Auguste Vacquerie y Victor Hugo fotografiados por Bertall.
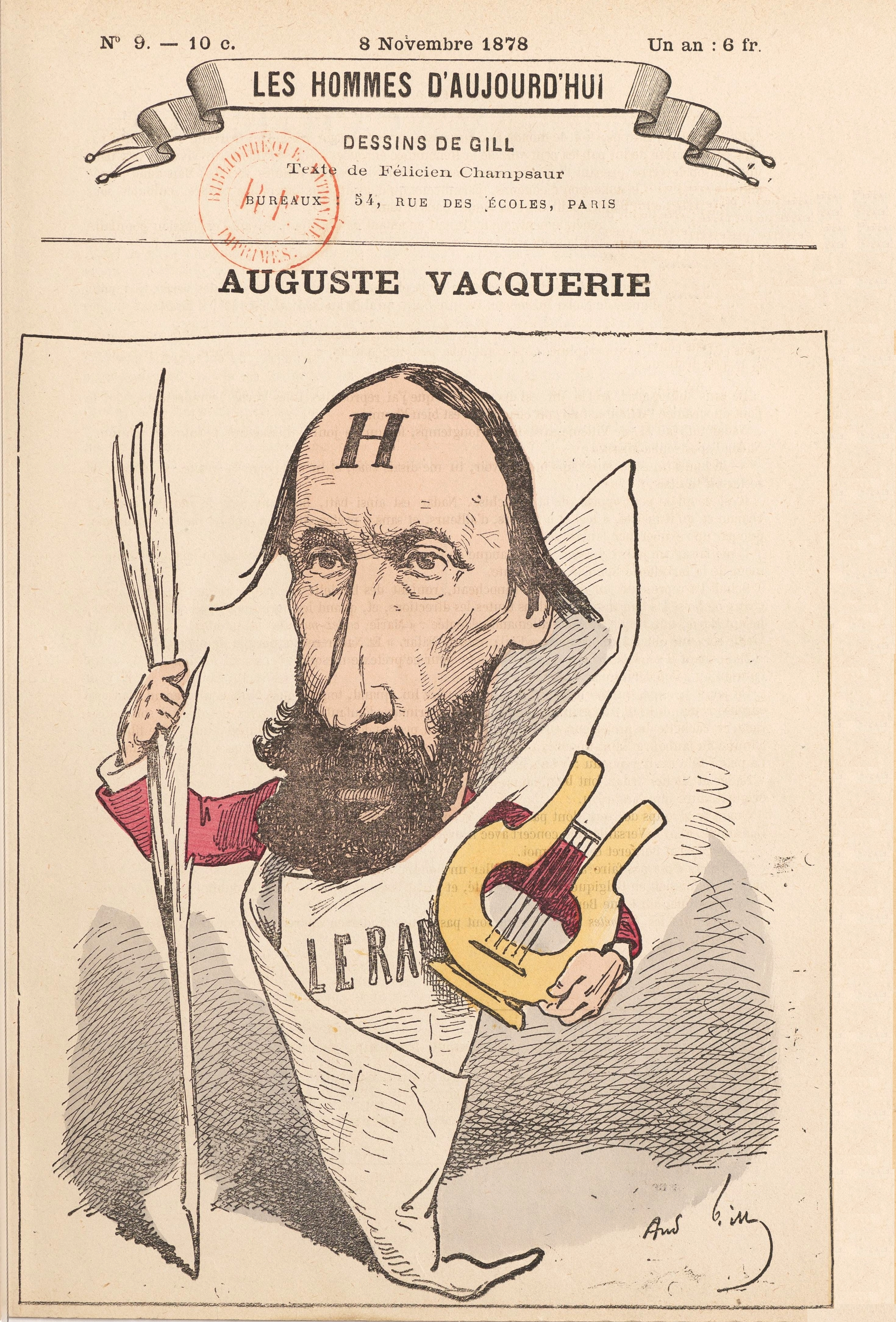
Caricatura de Vacquerie, por André Gill (1878).

## Publicaciones
- El infierno del espíritu (1840)
- La mitad de tonos (1845)

Teatro
- Traducción en verso de Antígona, de Sófocles, en colaboración con Paul Meurice, representada en el Teatro del Odéon en 1844.
- Tragaldabas, drama bufo representado en el Teatro de la Porte Saint-Martin en julio de 1848.
- A menudo los seres humanos cambian, comedia en dos actos, representada en la Comédie-Française en mayo de 1859.
- El funeral de honor, drama romántico en 7 actos, representado en el Teatro de la Porte Saint-Martin en marzo de 1861.
- Jean Baudry, comedia en cuatro actos, representada en la Comédie-Française en octubre de 1863.
- El hijo, comedia en cuatro actos, representada en la Comédie-Française en octubre de 1866.
- Formosa, drama en cuatro actos, Teatro del Odéon, 16 de marzo de 1883.

Varia
- El drama de la huelga, en versículos (1855).
- Perfiles y caras, colección de ensayos (1856).
- Châteaubriant, vida pública e íntima en sus obras (1860).
- Las migajas de la historia, recuerdos de Jersey (1863).
- Mis primeros años en París, recuerdos en verso (1872).
- Hoy y mañana, colección de ensayos (1875).